# Lekkoatletyka na Letnich Igrzyskach Olimpijskich 1904 – bieg na 110 metrów przez płotki
Bieg na 110 metrów przez płotki podczas igrzysk olimpijskich w 1904 w Saint Louis rozegrano 3 września 1904 na stadionie Francis Field należącym do Washington University (zarówno eliminacje, jak i finał). Startowało 8 lekkoatletów z 2 państw. Przeprowadzono dwa biegi eliminacyjne, z których dwóch najlepszych zawodników awansowało do finału.

## Rekordy
| Rekord świata     | 15,0 | Thaddeus Shideler | St. Louis (USA) | 11 czerwca 1904 |
| Rekord olimpijski | 15,4 | Alvin Kraenzlein  | Paryż (Francja) | 14 lipca 1900   |

## Eliminacje

### Bieg 1
| lp | Imię i nazwisko  | Wiek | Reprezentacja     | Czas | Uwagi |
| -- | ---------------- | ---- | ----------------- | ---- | ----- |
| 1  | Frederick Schule | 24   | Stany Zjednoczone | 16,2 | Q     |
| 2  | Lesley Ashburner | 20   | Stany Zjednoczone | nn   | Q     |
| 3  | Ward McLanahan   | 21   | Stany Zjednoczone | nn   |       |
| 4  | Corrie Gardner   | 25   | Australia         | nn   |       |

### Bieg 2
| lp | Imię i nazwisko   | Wiek | Reprezentacja     | Czas | Uwagi |
| -- | ----------------- | ---- | ----------------- | ---- | ----- |
| 1  | Frank Castleman   | 27   | Stany Zjednoczone | 16,2 | Q     |
| 2  | Thaddeus Shideler | 20   | Stany Zjednoczone | nn   | Q     |
| nn | Leslie McPherson  |      | Australia         | nn   |       |
| nn | nieznany          |      |                   | nn   |       |

## Finał
| lp | Imię i nazwisko   | Wiek | Reprezentacja     | Czas | Uwagi |
| -- | ----------------- | ---- | ----------------- | ---- | ----- |
| 1  | Frederick Schule  | 24   | Stany Zjednoczone | 16,0 |       |
| 2  | Thaddeus Shideler | 20   | Stany Zjednoczone | 16,3 |       |
| 3  | Lesley Ashburner  | 20   | Stany Zjednoczone | 16,4 |       |
| 4  | Frank Castleman   | 27   | Stany Zjednoczone | nn   |       |

Schule pokonał rekordzistę świata Shidelera o 2 metry.